# 大英百科全書第十一版
《大英百科全書第十一版》（英語：Encyclopædia Britannica Eleventh Edition），或作《1911年版大英百科全書》，是《大英百科全书》最經典的一個版本，共29卷，包含40000篇条目。它的出版也反映出美國出版商的新目標，並成為大英百科全書從英國出版到美國出版的一個過渡版本。目前此版本已進入公有領域，任何人都可以自由轉載它的內容。作为19世纪和20世纪早期的文化文物，该书其中一些文章对现代学者亦有特殊的价值。它的许多文章已经被用作维基百科条目的基础。然而，其中一些内容已过时，使其被现代学术资源的使用存在问题。

## 外部連結
- （英文）大英百科全書第十一版（1911年）：互联网档案馆提供的分卷不同格式下載。